# Waipapa River (Northland)
Der Waipapa River ist ein Fluss im Far North District der Region Northland auf der Nordinsel von Neuseeland.

## Geographie
Der Waipapa River entspringt im östlichen Teil des Puketī Forest, rund 16 km westnordwestlich von Kerikeri. Von dort aus beschreibt der noch junge Fluss über 3 km einen 180 Grad Bogen in Richtung Westsüdwest und wendet sich rund 9 km südwestlich seines Quellgebietes nach Süden. Beim Austritt aus der Berglandschaft nimmt der Fluss wieder bevorzugt eine südwestliche Fließrichtung an und bildet nach insgesamt 30 km zusammen mit dem Whakanekeneke River den Waihou River, der seinerseits weiter südwestlich in den Hokianga Harbour mündet.
Rund 150 m südlich des Mündungsgebietes des Waipapa River führt der New Zealand State Highway 1 in Ost-West-Richtung vorbei.

## Wanderwege
Ein Einstieg zu den Wanderwegen Lower Waipapa River Track, Pukatea Ridge Track und Upper Waipapa River Track, die den Fluss in den Bergen abschnittsweise begleiten, ist in der Nähe des Forest Pool Campsite zu finden.